# Betty Barclay Cup 2001
Il  Betty Barclay Cup 2001 è stato un torneo di tennis giocato sulla terra rossa. 
È stata la 17ª edizione del torneo, che fa parte della categoria Tier II nell'ambito del WTA Tour 2001. 
Si è giocato ad Amburgo in Germania dall'1 al 6 maggio 2001.

## Campionesse

### Singolare
Venus Williams ha battuto in finale  Meghann Shaughnessy con il punteggio di 6–3, 6–0

### Doppio
Cara Black /  Elena Lichovceva hanno battuto in finale  Květa Hrdličková /  Barbara Rittner con il punteggio di 6–2, 4–6, 6–2